# Isaac Abeytúa
Isaac Abeytúa Pérez-Íñigo (Logroño, 1892-México D. F., 23 de noviembre de 1973) fue un periodista español exiliado en México tras el fin de la guerra civil española. Se naturalizó mexicano.

## Biografía
Estudió en el Instituto Provincial de Logroño y posteriormente Filosofía y Letras en la Universidad Central de Madrid, dedicándose posteriormente al periodismo. Dirigió La Voz de Guipúzcoa en 1924. Fue colaborador de El Liberal de Madrid y director de El Liberal de Bilbao. Participó también en política, siendo elegido diputado a las Cortes Constituyentes de la Segunda República en 1931, por la candidatura republicano-socialista (en la provincia de Logroño los radicales de Lerroux contaban con una candidatura aparte) en la circunscripción de Logroño. Era miembro del Partido Republicano Autónomo y había sido elegido como candidato por la Federación Republicana de La Rioja. Una vez elegido, se adscribió al grupo del Partido Republicano Radical Socialista en las Cortes. Desempeñó también cargos diplomáticos. Durante la Guerra Civil, permaneció en Madrid siendo director de Política, el órgano de Izquierda Republicana entre febrero y noviembre de 1936, fecha en la que se reincorporó a El Liberal madrileño. En 1938 se exilió en México.
En el exilio se especializó en política internacional, siendo colaborado de numerosas publicaciones: fundador de la revista Tiempo, colaborador en las revistas Hoy y Mañana y del periódico El Heraldo de México, entre otras.

## Obras
- El drama de Alemania y la tragicomedia de Hitler, Editorial España, Madrid, 1935.